# Dépression du Mourdi

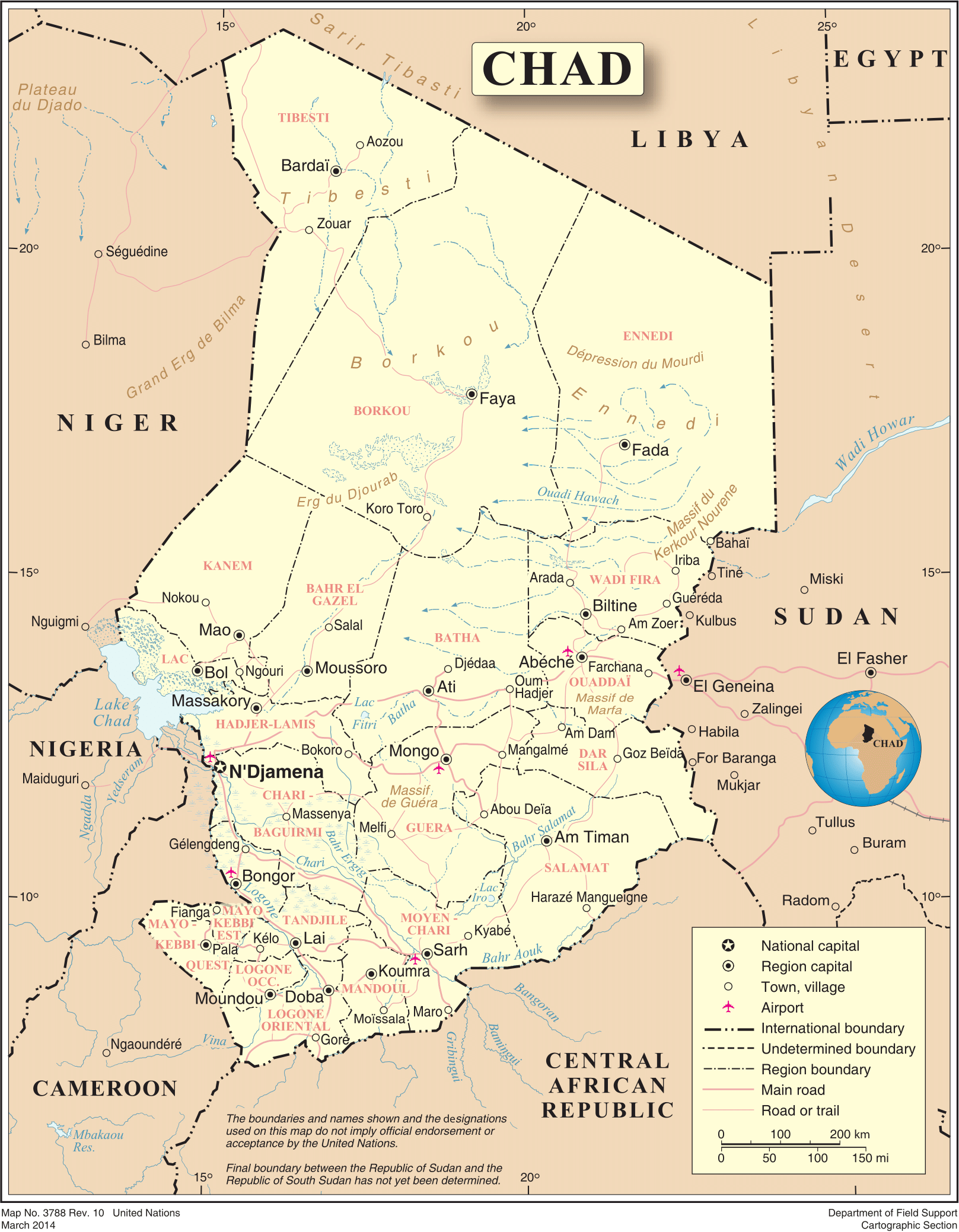
Carte du Tchad ; la dépression du Mourdi est indiquée au nord-est, au-dessus de la ville de Fada.

La dépression du Mourdi est une importante dépression du Sahara, située dans le nord-est du Tchad. Elle est adjacente au plateau de l'Ennedi. La faille se situe entre le plateau d'Erdi et les pentes orientales d'Ennedi d'un côté, et l'embouchure de l'oued Guroguro de l'autre. La dépression est caractérisée par une vallée rocheuse, d'environ 48 km de large du nord au sud, descendant, à partir d'une altitude d'environ 550 m à l'ouest, vers le désert du Djourab,.

## Situation
La dépression se situe le long de la route d'Abéché à Kurfa laquelle passe par Tiné, à partir d'où elle s'oriente vers le nord jusqu'à Bao, avant de passer au travers de la dépression et Erdi Ma. Elle est située également le long d'une route permettant d'atteindre le lac Tchad à travers les plateaux d'Ennedi et d'Erdi. L'oued N'kaola coule à l'intérieur de la faille et la grande ville la plus proche est Fada, au sud-ouest. 

## Caractéristiques
C'est l'une des zones saharienne de pâturage parmi les plus importantes.
On trouve, dans cette région, de nombreuses peintures rupestres. La dépression a été explorée en 1932 par R.A. Bagnold, un pionnier dans les explorations du désert. Lors de cette première expédition motorisée de 1932, il trouva dans la vallée des outils, sur l'escarpement nord, datés du Paléolithique inférieur et du Paléolithique moyen.
Sur la piste à côté de la dépression, dans les formations rocheuses du nord d'Ennedi, on trouve des arches de roche. La Guelta d'Archei et sa colonie de crocodiles du désert est particulièrement remarquable. On y trouve des dunes de type barkhane.
L'addax, une espèce d'antilope en danger critique d'extinction, se trouve en petit nombre dans cette dépression.